# Circondario di Dahme-Spreewald
Il circondario di Dahme-Spreewald (in tedesco Landkreis Dahme-Spreewald, in basso sorabo Wokrejs Damna-Błota), è un circondario (Landkreis) del Brandeburgo, in Germania.

Comprende 8 città e 29 comuni.

Il capoluogo è Lübben (Spreewald), il centro maggiore Königs Wusterhausen.

## Storia
Il circondario di Dahme-Spreewald fu creato nel 1993 nell'ambito della riforma amministrativa del Brandeburgo. Fu composto da:
- il circondario di Königs Wusterhausen
- il circondario di Lübben
- il circondario di Luckau (esclusi i comuni dell'Amt Dahme/Mark, assegnati al circondario di Teltow-Fläming)
- i comuni dell'Amt Lieberose già nel circondario di Beeskow
- il comune di Telz già nel circondario di Zossen
- il comune di Wernsdorf già nel circondario di Fürstenwalde

## Geografia fisica
Il circondario di Dahme-Spreewald, lungo la foresta della Sprea, confina a nord con Berlino, ad ovest col Teltow-Fläming, ad est con l'Oder-Spree ed a sud con lo Spree-Neiße, l'Oberspreewald-Lausitz e l'Elbe-Elster.

## Società

### Evoluzione demografica
- Sviluppo della popolazione dal 1875 entro gli attuali confini (linea blu: popolazione; linea puntata: confronto dello sviluppo della popolazione dello stato del Brandenburgo; sfondo grigio: ai tempi del governo nazista; sfondo rosso: al tempo del governo comunista)
- Sviluppo recente della popolazione (linea blu) e previsioni

## Geografia antropica

### Suddivisioni amministrative
Il circondario di Dahme-Spreewald si compone di 4 città indipendenti (Amtsfreie Stadt), 9 comuni indipendenti (Amtsfreie Gemeinde) e 4 comunità amministrative (Amt), che raggruppano complessivamente 4 città e 20 comuni.
Città indipendenti
- Königs Wusterhausen
- Lübben (Spreewald)
- Luckau
- Mittenwalde

Comuni indipendenti
- Bestensee
- Eichwalde
- Heideblick
- Heidesee
- Märkische Heide
- Schönefeld
- Schulzendorf
- Wildau
- Zeuthen

Comunità amministrative
- Amt Golßener Land
  - città di Golßen
  - comuni di Drahnsdorf; Kasel-Golzig; Steinreich
- Amt Lieberose/Oberspreewald
  - città di Lieberose
  - comuni di Alt Zauche-Wußwerk; Byhleguhre-Byhlen; Jamlitz; Neu Zauche; Schwielochsee; Spreewaldheide; Straupitz
- Amt Schenkenländchen
  - città di Märkisch Buchholz; Teupitz
  - comuni di Groß Köris; Halbe; Münchehofe; Schwerin
- Amt Unterspreewald
  - comuni di Bersteland; Krausnick-Groß Wasserburg; Rietzneuendorf-Staakow; Schlepzig; Schönwald; Unterspreewald